# 舍夫琴卡 (別列濟夫卡區)
47°21′7″N 30°41′47″E / 47.35194°N 30.69639°E
舍夫琴卡（烏克蘭語：Шевченка）是位於烏克蘭西南部的村莊，由敖德萨州贝雷济夫卡区的斯特留科韋市鎮負責管轄。該村始建於1926年，面積0.68平方公里，海拔高度104米，2001年人口39，人口密度每平方公里57.35人。